# Візьми мене на бейсбол
«Візьми мене на бейсбол» (англ. Take Me Out to the Ball Game) — кольоровий американський музичний фільм 1949 року режисера Базбі Берклі, головні ролі у якому виконали Френк Сінатра, Естер Вільямс та Джин Келлі. Назва та музична тема фільму взяті з неофіційного гімну американського бейсболу «Take Me Out to the Ball Game».

## Сюжет
Дія фільму відбувається у 1908 році. Головні герої — два гравці вигаданої бейсбольної команди Американської ліги «Wolves» Едді О’Браян (Джин Келлі) та Денніс Раян (Френк Сінатра), які по закінченню бейсбольного сезону виступають у водевілях. У команди з’являється новий власник, який не тільки хоче взяти клуб під особистий контроль, але ще й виявляється жінкою — чарівною Кей Сі (Кетрін Кетрін) Хіґінз (Естер Вільямс), до якої майже одразу відчуває прихильність Денніс, а згодом і Едді. У Раяна тим часом з’являється нав’язлива фанатка Ширлі Делвін (Бетті Ґаррет), яка тепер скрізь його переслідує.
Успіх команди залежить від зіркового тріо «О’Браян-Раян-Ґолдберґ». Але у той час як Ґолдберґ (Джулс Маншин) повністю відданий бейсболу, О’Браян волів би продовжувати свою кар’єру артиста водевілю. Азартний гравець Джо Лорґан (Едвард Арнольд) поставив велику суму на програш «Вовків» і обіцяє О’Браяну велику роль у своєму мюзиклі, щоб відволікти його таким чином від спорту. Команда зазнає багатьох програшів і перемога у сезоні тепер під загрозою. Розуміючи, як він підвів Кей Сі і команду, О’Браян збирається очистити своє ім’я, зігравши у вирішальній грі. Дізнавшись про це, Лорґан наказує своїм поплічникам усунути Едді. Для того, щоб захистити свого друга, Раян збиває його з ніг бейсбольним  м’ячем, аби той не зміг взяти участь у матчі. Ширлі дізнається про підступні плани Лорґана, негідників забирає поліція, Кей Сі пробачає О’Браяну, який повернувшись до тями і дізнавшись, що його збив Раян, у прагненні до помсти вибігає на поле, що приносить команді перемогу.

## У ролях
| Актор          | Роль          |
| -------------- | ------------- |
| Френк Сінатра  | Денніс Раян   |
| Естер Вільямс  | Кей Сі Хіґінз |
| Джин Келлі     | Едді О’Браян  |
| Бетті Ґаррет   | Ширлі Делвін  |
| Джулс Маншин   | Нат Ґолдберґ  |
| Едвард Арнольд | Джо Лорґан    |
| Річард Лейн    | Майкл Ґілгулі |
| Том Дуган      | Слеппі Берк   |